# Pistoie
Pour les articles homonymes, voir Maëlle Pistoia.
Pistoie ou Pistoia est une ville d'environ 90 000 habitants, située dans la province de Pistoia, en Toscane (Italie).

## Toponymie
La ville s'est longtemps appelée « Pistoria » (en latin, Pistorium, Pistoria, Pistoriae, formes toutes documentées), terme visiblement dérivé du latin pistor désignant celui qui pile le grain, puis un boulanger. On suppose qu'il y aurait eu sur le site une sorte de moulin primitif permettant de broyer les grains pour nourrir à la fois hommes et bêtes. Par la suite, dans le dialecte toscan, le r s'est amuï au contact du yod, d'où la forme moderne Pistoia. Il semble que la ville de Pistoie soit à l'origine du mot français bistouri par l'intermédiaire du latin médiéval pistorensis, utilisé pour désigner une sorte de couteau fabriqué à Pistoie (en italien moderne pistolese). Par contre, la pistole et le pistolet, contrairement à ce qu'on croit parfois, n'ont apparemment rien à voir avec Pistoia : ils viennent de l'allemand Pistole, lui-même emprunté au tchèque pichtol.
Le nom francisé de la ville est Pistoie.

## Géographie
La ville de Pistoie est située au pied des Apennins, à 37 km au nord-ouest de Florence, dans le centre de l'Italie. Elle appartient à la région administrative de Toscane et est le chef-lieu de la province de Pistoia, l'une des plus petites d'Italie, créée en 1927 par Mussolini.

## Histoire
Même si on[Qui ?] n'en a pas vraiment de preuves, on[Qui ?] pense que Pistoie fut d'abord une colonie romaine fondée au IIe siècle av. J.-C. lors des guerres contre les Ligures, avant de devenir un oppidum. Certains vestiges montrent cependant une occupation antérieure des lieux, aussi bien par les Ligures que par les Étrusques.
En 62 av. J.-C., pendant la maladie du consul Antonius, collègue de Cicéron, Marcus Petreius marcha contre Catilina et écrasa son armée dans la terrible bataille de Pistoïa. Catilina et ses compagnons conspirateurs y furent tués.
À la fin du Ve siècle, sous domination byzantine, Pistoia avait son propre évêque, preuve du développement de la ville. Même chose plus tard quand la région fut conquise par les Lombards, qui installèrent aussi dans la ville un administrateur royal appelé gastaldo. 
En 1254, Pistoie, ville gibeline, fut conquise par Florence guelfe, mais cela provoqua la division des Guelfes en factions noire et blanche. Pistoia resta sous contrôle florentin, sauf pendant une période brève au XIVe siècle, quand Castruccio Castracani la conquit pour Lucques, et fut officiellement annexée par Florence en 1301. Le poète du XVe siècle Antonio Cammelli est né à Pistoie, d'où son surnom il Pistoia.
Dans la Divine Comédie, Dante Alighieri a mis dans son Enfer Vanni Fucci, personnalité célèbre de Pistoie à la fin du XIIIe siècle. Il le place dans le septième bolge du huitième cercle (le malebolge), là où se trouvent les voleurs d'objets sacrés tourmentés par des serpents. Vanni Fucci avait en effet dérobé des objets dans la sacristie de la cathédrale, laissant condamner un innocent à sa place. De plus, il faisait partie des Guelfes noirs, tandis que Dante appartenait à la faction des blancs, une raison de plus pour l'envoyer en enfer.
De 1720 à 1725, le peintre Giovanni Domenico Ferretti, originaire d'Imola, séjourne à Pistoie pour réaliser des fresques pour des églises, telles que la Basilique Notre-Dame de l'humilité et le Couvent des S.S. Annunziata. Celles de la coupole du dôme de Pistoie lui sont également attribuées. Il décore aussi les Palais Marchetti et Amati Cellesi, ainsi que la Villa Puccini. Entre 1730 et 1750, il travaille à l'Église Santi Prospero e Filippo (it).
Du 8 au 28 septembre 1786, se tint à Pistoie un synode janséniste rassemblé par Scipione de' Ricci, évêque de la ville, avec l'approbation de Léopold Ier, grand-duc de Toscane et l'un des chefs du joséphisme. Ce synode fut suivi d'un concile tenu à Florence en 1787. Les décisions du synode et du concile furent condamnées par le pape Pie VI dans sa bulle Auctorem fidei du 28 août 1794.

## Économie
Les industries traditionnelles y sont celles du cuir et de la dentelle.

## Administration
| Période                                  | Période  | Identité           | Étiquette                 | Qualité |
| ---------------------------------------- | -------- | ------------------ | ------------------------- | ------- |
| 2002                                     | 2007     | Renzo Berti        | Démocrates de gauche      |         |
| 2007                                     | 2012     | Renzo Berti        | Parti démocrate           |         |
| 2012                                     | 2017     | Samuele Bertinelli | centre gauche             |         |
| 2017                                     | 2022     | Alessandro Tomasi  | coalition de centre droit |         |
| 2022                                     | En cours | Alessandro Tomasi  | coalition de centre droit |         |
| Les données manquantes sont à compléter. |          |                    |                           |         |

### Hameaux
La ville de Pistoia est composée de plusieurs hameaux : Badia a Pacciana, Bargi, Bonelle, Bottegone, Botro, Canapale, Chiodo, Chiazzano, Chiesina Montalese, Cireglio, Collina, Capostrada, Candeglia, Gello, Le Grazie, Le Piastre, Masiano, Orsigna, Piazza, Piteccio, Pontelungo, Pontenuovo, Pracchia, Ramini, San Felice, Sammommè, Santomato, Saturnana, Spazzavento, Valdibrana, Vicofaro, Vivaio, Sant'Agostino, Torbecchia, Nespolo, Le Querci, Le Fornaci.

### Communes limitrophes
Agliana, Cantagallo (Prato), Granaglione (Bologne), Lizzano in Belvedere (Bologne), Marliana, Montale, Piteglio, Porretta Terme (Bologne), Quarrata, Sambuca Pistoiese, San Marcello Pistoiese, Serravalle Pistoiese

### Évolution démographique
Habitants recensés

## Culture

### Personnalités liées à la ville
- Laurent de Ripafratta (1373-1456), dominicain, béatifié en 1851, inhumé dans l'église Saint-Dominique[4].
- Fra Paolino da Pistoia (1488-1547), peintre dominicain.

### Monuments

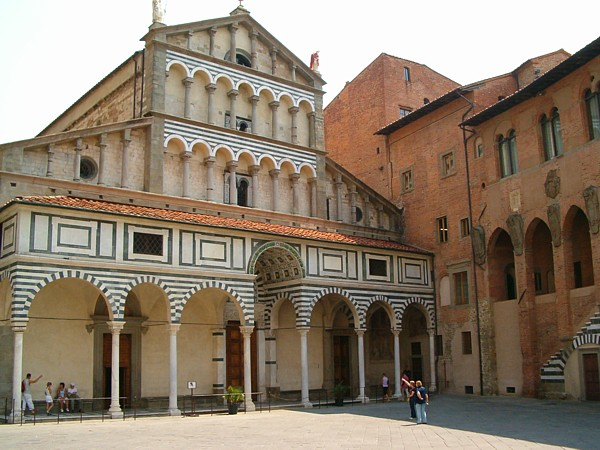
La cathédrale ou « Duomo » de Pistoie.

La grande Piazza del Duomo, aligne des immeubles originaux et devient le théâtre, en juillet, des « joutes de l'ours » (Giostra dell'Orso).
La Giostra dell'Orso se déroule chaque 25 juillet, jour de la fête catholique de saint Jacques le Majeur patron de la ville, et voit s'affronter les quatre quartiers de la ville (dits Rioni) qui sont ceux du Grifone (Griffon), du Leon d'Oro (Lion d'Or), du Drago (Dragon) et du Cervo Bianco (Cerf blanc). Trois cavaliers de chaque quartier (plus une réserve) s'affrontent en duel sur 18 tours. Les meilleurs cavaliers de ces quartiers, lancés à une allure effrayante, doivent frapper avec des lances une cible tenue par un mannequin ayant l'aspect d'un ours. Le quartier ayant engrangé le plus de points gagne la joute et reçoit le Palio (l'étendard) pour l'année. Le meilleur cavalier reçoit lui le Speron d'Oro (l'éperon d'or) pour sa performance.
La première cathédrale de San Zeno brûla en 1108, mais fut rebâtie pendant le siècle suivant, et reçut des améliorations jusqu'au XVIIe siècle. Elle est plus connue sous le nom de Duomo, du fait de la présence d'un dôme roman du XIIe siècle, avec campanile et portique du XIVe. Son point le plus remarquable est l'autel de saint Jacques, pièce d'argenterie commencée en 1287, mais qui ne fut pas terminée avant le XVe siècle. Les diverses sections du retable contiennent 628 figures, le total pesant près d'une tonne — saint Jacques le Majeur était devenu le patron de Pistoia, depuis qu'une partie de ses reliques avait été acquise par la ville en 1143.

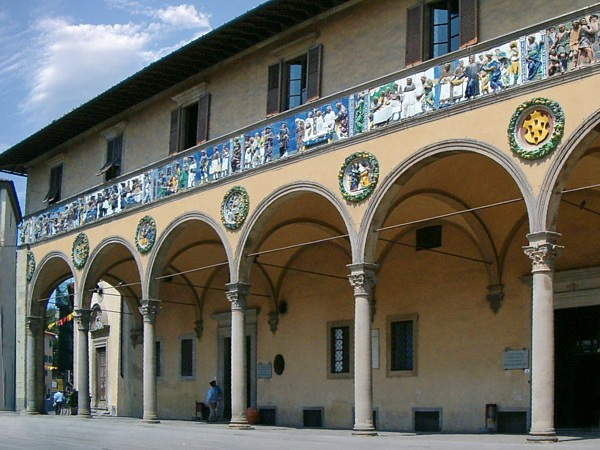
L'Ospedale del Ceppo.

Le centre-ville contient environ une douzaine d'églises et d'immeubles médiévaux, parmi lesquels :
- la cathédrale ou le Duomo ;
- le baptistère octogonal dessiné en 1337 par Andrea Pisano ;
- le palais communal (XIIIe et XIVe siècles) ;
- le palais du Podestat, ou Pretorio (XIVe siècle) ;
- la Pieve Sant'Andrea, du XIIe siècle, est l'ancienne église du couvent du Tau, aujourd'hui au sein de la fondation Marino Marini[5]. On peut y voir une chaire de marbre, œuvre de Giovanni Pisano (1301). Niccolò di Tommaso y a réalisé un grand cycle de fresques vers 1372[6] ;
- la basilique de Notre-Dame de l'humilité, avec la coupole de Vasari et la fresque de Vincenzo Meucci : La Vierge présentant Jésus à saint François ;
- l'église Saint-Jean hors les murs (San Giovanni Fuoricivitas) qui contient une statue en terracotta invetriata de la Visite de sainte Marie à Élisabeth de Giovanni della Robbia, et une chaire en marbre de style romano-pisan ;
- l'Ospedale del Ceppo, avec une frise en terre cuite émaillée de Giovanni della Robbia (XVe siècle).
- La Tour Catilina, de  30 m de haut, datant du IXe siècle.

### Architecture militaire
- Les murailles de Pistoia
- La Forteresse Santa Barbara

### Équipements culturels
- Bibliothèque San Giorgio

## Jumelages
- Pau (France) depuis 1975[7]
- Zittau (Allemagne)
- Kruševac (Serbie)

## Honneur
L'astéroïde (86195) Cireglio est nommé d'après le village de Cireglio. Dans ce village se trouve l'école primaire Policarpo Petrocchi (it), qui a remporté le concours ESA Kids Space Gallery 2020 dans la catégorie astéroïde.